# Satyrus kafir
Satyrus kafir är en fjärilsart som beskrevs av Andrej Nikolajewitsch Avinoff och Sweadner 1951. Satyrus kafir ingår i släktet Satyrus och familjen praktfjärilar. Inga underarter finns listade.